# Saicaf
La SAICAF S.p.A. è un'azienda italiana specializzata nella produzione del caffè fondata nel 1932 a Bari da Beniamino Cipparoli con sede sempre a Bari. Dal 2021 di proprietà al 60% della Massimo Zanetti Beverage Group.

## Storia

### 1932 - 1961
Comincia a Bari, con la gestione di un bar in Piazza Carabellese, la lunga storia della SAICAF, Società Anonima Industria Caffè, fondata dall’avvocato Beniamino Cipparoli.
La produzione nasce a Bari in Via Melo per poi spostarsi in Via Emanuele Mola.
L'avvocato Cipparoli, ormai alle soglie della pensione e padre di un'unica figlia, pensa bene di affidare la gestione dell'azienda al genero Leonardo Lorusso.
Il figlio di don Leonardo, Antonio Lorusso, appena maggiorenne comincia ad occuparsi dell'azienda di famiglia curando gli affari aziendali in provincia di Foggia.

### 1962
Nascita della nuova sede in Via Amendola a Bari, dove trovano spazio le prime macchine automatiche in Italia destinate alla produzione e confezionamento del caffè.

### 2000
Non è solo diffusa in Italia ma pure in Inghilterra ,in Francia, in Germania, in Grecia, in Romania, in Canada, negli Stati Uniti d'America, in Irlanda e a Shanghai

### 2019
Chiusura dello storico stabilimento di produzione del caffè in via Amendola, nel centro cittadino di Bari e produzione spostata a Bologna ed altre piccole torrefazioni nel territorio barese.

### 2021
Il gruppo Massimo Zanetti Industrie MZI che produce vari marchi tra cui Segafredo, acquisisce il 60% del pacchetto azionario dell'azienda, diventandone socio di maggioranza.

## Campagne pubblicitarie
Dal 1992 al 1993 SAICAF compare come sponsor primario in diverse produzioni televisive di Telenorba e Telebari con protagonisti Emilio Solfrizzi, Antonio Stornaiolo e il regista Gennaro Nunziante alias Toti e Tata e Gianni Ciardo.

## Premi
Il 01 dicembre 2016 a Palazzo Montecitorio, SAICAF riceve il premio 100 eccellenze italiane, come azienda made in Italy.